# 大坪乡 (元阳县)
大坪乡，是中华人民共和国云南省红河哈尼族彝族自治州元阳县下辖的一个乡镇级行政单位。

## 行政区划
大坪乡下辖以下地区：
大坪村、十八塘村、太阳寨村、芦山村、马店村、靛塘村、小寨村、三岔河村和白石寨村。